# Ulnowo (powiat iławski)
Ulnowo (niem. Faulen) – osada w Polsce, położona w województwie warmińsko-mazurskim, w powiecie iławskim, w gminie Susz, przy trasie drogi wojewódzkiej nr 521.
W latach 1975–1998 miejscowość należała administracyjnie do województwa elbląskiego.

## Nazwa
1 czerwca 1948 r. nadano miejscowości polską nazwę Ulnowo.